# Sudbrook (Fluss)
Der Sudbrook und sein Zufluss, der Latchmere, sind Flüsse im Norden von Kingston upon Thames, Ham und Petersham. Sie folgen dem Verlauf einer Flussterrasse der Themse.

## Sudbrook
Der Sudbrook (abgeleitet von South brook) entsteht im Dann’s Pond im Richmond Park, er fließt in nordwestlicher Richtung zum Ham Gate. Er fließt durch einen kleinen Ort mit dem Namen Ham Dip und wurde dort so eingedämmt, dass er den Ham Dip Pond und den Ham Gate Pond, bildet, die zuerst 1861 und 1754 auf Karten verzeichnet wurden. Die Teiche wurden als Tränke für Hirsche angelegt. Der Sudbrook entwässert die westliche Schichtstufe eines Hügels, der im Osten den Beverley Brook und im Süden den Hogsmill River entstehen lässt.

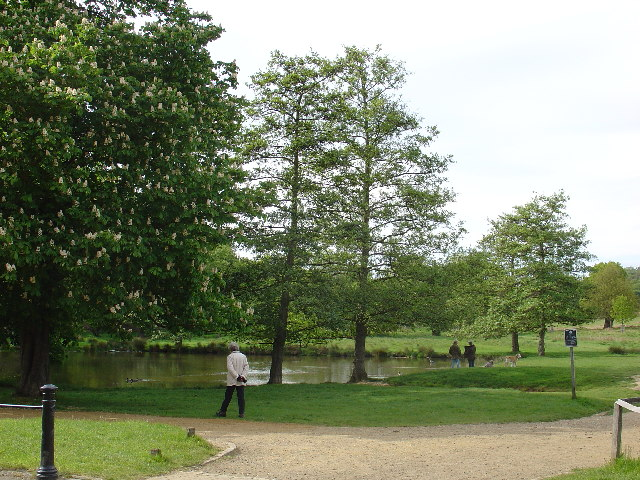
Ham Gate Pond, gespeist vom Sudbrook

Der Latchmere Stream mündet am Ham Gate Pond in den Sudbrook, der dann in den Sudbrook Park in Petersham fließt und für den Rest seines Verlaufes in einem unterirdischen Durchlass verläuft, bis er in die Themse mündet. Er wird durch eine Sperre vom Einfluss der Tide in der Themse geschützt.
Bevor er unter die Erde verlegt wurde, folgte der Sudbrook dem Verlauf der A307 road und wurde durch eine Furt an der Kreuzung mit der Sudbrook Lane geführt. Der Zusammenbruch der unterirdischen Führung in den späten 1970er Jahren führte zu Verkehrsbehinderungen, die über ein Jahr dauerten.

## Der Latchmere
Der Name Latchmere leitet sich ab von lache für faul oder langsam und von mere, Marsch oder See ab.
Der Latchmere entsteht als Graben im Bereich von Canbury nördlich des Bahnhofs von Kingston und fließt dann zunächst in nordöstlicher Richtung und dann in nördlicher Richtung. Nun unterirdisch verlaufend, kommt der Latchmere am Ham Common, ungefähr 50 m westlich des Ham Gate am Richmond Park, wieder an die Oberfläche und fließt dann ein kurzes Stück, bevor er unter der Mauer des Parks hindurch in den Sudbrook am Ham Gate Pond fließt.
Seit der Zeit der römischen Besiedlung Englands bis in die Zeit der Angelsachsen bildete der Fluss in Kingston und im Norden des Stadtzentrums zusammen mit einem mit ihm verbundenen Arm des Hogsmill River sowie weiteren Entwässerungskanälen eine Reihe von Inseln.

Der Ursprung des Latchmere
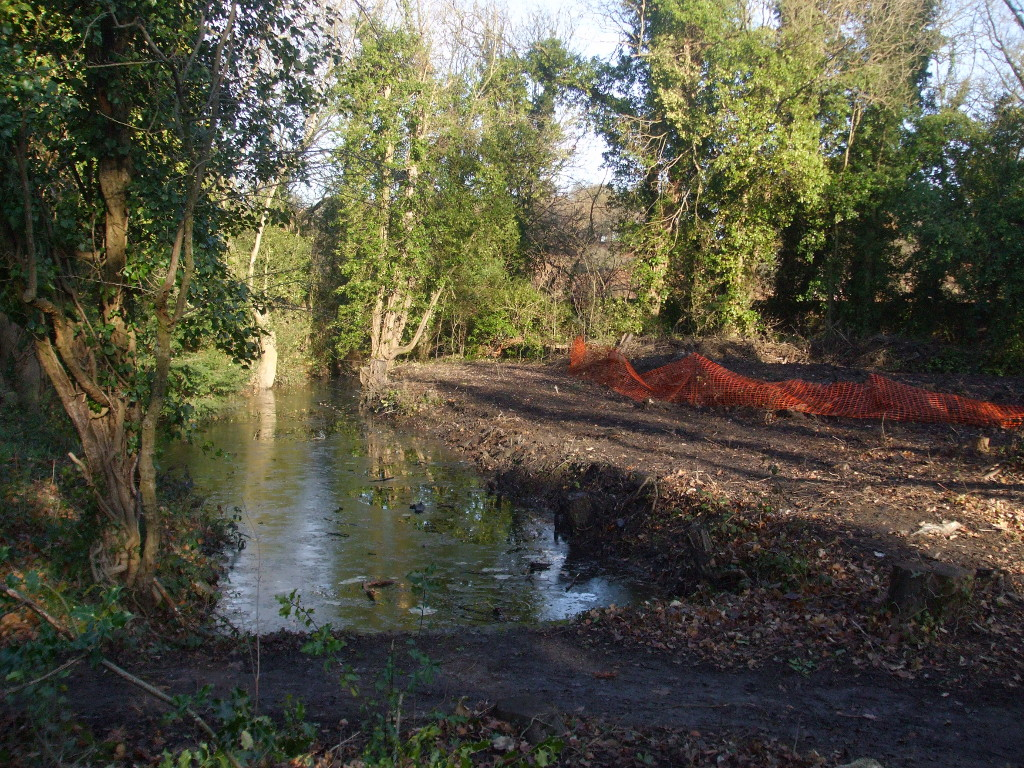
… außerhalb von Ham Gate, Richmond Park, Dezember 2012
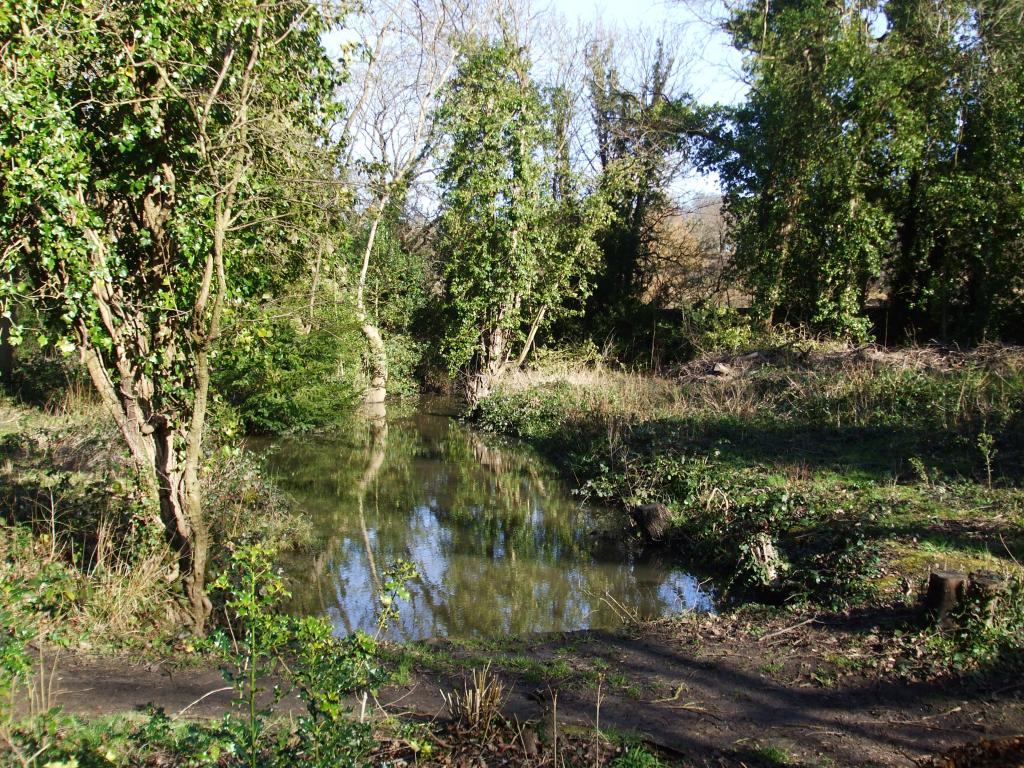
… im Februar 2014

Mit dem Wachsen von Kingston im frühen 19. Jahrhundert wurde der Latchmere zu einem Abwassergraben. Er wurde als öffentliches Ärgernis und Gesundheitsgefahr gesehen. Der Gestank des Flusses wurde zu jeder Zeit als schlecht und im Sommer als geradezu unerträglich beschrieben. Dies und andere offene Abwasserkanäle führten zu ernsthaften Gesundheitsgefahren, und in den 1890er Jahren wurde der Latchmere als einzige Trinkwasserquelle für eine Menschen und als Ursache von Durchfallerkrankungen und Diphtherie angeführt. Deshalb wurden die offenen Gräben am Anfang des 20. Jahrhunderts geschlossen.
Der Ausbau von Wohngebieten auf früher landwirtschaftlich genutztem Land hat den Latchmere in den Untergrund verdrängt; bei starken Regenfällen tritt sein Verlauf jedoch wieder zu Tage, und er wird wegen der Gefahr von Überflutungen entsprechend kontrolliert.